# Swietłahorsk na Berezynie
Swietłahorsk na Berezynie (biał. Светлагорск-на-Бярэзіне, ros. Светлогорск-на-Березине) – stacja kolejowa w miejscowości Swietłahorsk, w rejonie swietłahorskim, w obwodzie homelskim, na Białorusi. Położona jest na linii Żłobin - Mozyrz - Korosteń.
Od stacji odchodzi bocznica do elektrowni Swietłahorsk.

## Historia
Stacja Szaciłki (ros. Шатилки) powstała na początku XX w. Rozbudowana w latach 50. i 60. wraz z budową elektrowni i miasta. Wówczas dworzec zmienił nazwę na obecną.